# Shekiera Martinez
Shekiera Martinez (Fulda, 4 luglio 2001) è una calciatrice tedesca, attaccante dello West Ham.

## Carriera

### Club
Martinez inizia la carriera vestendo le maglie delle formazioni giovanili miste di SV Gläserzell e FV Horas prima di trasferirsi al 1. FFC Francoforte nel 2016. A Francoforte sul Meno gioca inizialmente con la formazione Under-17, dove ha segnato undici volte nelle sue dodici presenze in campionato nella B-Juniorinnen-Bundesliga Süd fino a ottobre 2017. Per la stagione 2017-2018 viene aggregata alla squadra riserve (1. FFC Francoforte II) che disputa la 2. Frauen-Bundesliga, secondo livello del campionato tedesco, per la quale ha debuttato il 3 settembre 2017, alla 1ª giornata di campionato, nel pareggio a reti inviolate con il Sindelfingen. Nel corso della stagione viene anche aggregata alla prima squadra, facendo il suo debutto in Frauen-Bundesliga il 18 febbraio 2018, alla 12ª giornata, appena sedicenne, rilevando Lise Munk al 68' della vittoria in trasferta per 3-0 con il Colonia. Poco più di due mesi dopo, il 22 aprile 2018 (17ª giornata) ha fatto la sua prima apparizione da titolare nella sconfitta casalinga per 1-0 con il Turbine Potsdam.
Veste la maglia dell'1. FFC Francoforte per altre due stagioni, fino alla fusione della società con l'Eintracht Francoforte che dal luglio 2020 ha acquisito per fusione il titolo sportivo e il parco tesserate della storica società di Francoforte sul Meno.
Dalla stagione successiva Martinez è nella rosa della squadra della nuova società.
Dopo quattro anni in cui oscilla tra prima e seconda squadra dell'Eintracht, realizzando anche un gol nella UEFA Women's Champions League 2023-2024 su un totale di 8 presenze, nel 2024 viene ceduta allo West Ham, che la gira immediatamente in prestito al Friburgo.

### Nazionale
Martinez ha fatto apparizioni regolari per le selezioni giovanili della Federcalcio tedesca dal 2016. Ha fatto il suo debutto con la maglia della nazionale il 27 aprile 2016 nell'amichevole della formazione Under-15 contro le pari età dei Paesi Bassi. Nella partita, che si è conclusa con un pareggio 3-3, l'attaccante ha segnato due dei tre gol della Germania. Dopo aver gareggiato con la U-16 nel 2017, compresa la Nordic Cup, si è qualificata per Europeo di Lituania 2018 con la Under-17. Lì, ha segnato una doppietta nella prima partita del gruppo contro la Finlandia il 9 maggio 2018 dopo aver trainato per 1-0 per assicurare alla squadra DFB una vittoria iniziale per 2-1.
Nel 2019 viene convocata nella Under-19 che affronta le qualificazioni all'Europeo di Scozia 2019. Dopo aver condiviso con le compagne l'accesso alla fase finale, nella semifinale contro i Paesi Bassi sigla la rete che all'89' fissa il risultato sul 3-1 per le tedesche.

## Palmarès

### Nazionale
- Campionato d'Europa under 17: 1

2018